# سيدريك برايس
سيدريك برايس (بالإنجليزية: Cedric Price)‏ هو مهندس معماري بريطاني، ولد في 11 سبتمبر 1934 في ستون ‏ في المملكة المتحدة، وتوفي في 10 أغسطس 2003 في لندن في المملكة المتحدة.